# Angonyx kai
 Angonyx kai là một loài bướm đêm thuộc họ Sphingidae. Nó được tìm thấy ở quần đảo Kai in Indonesia.